# Скворцов, Сергей Константинович
Сергей Константинович Скворцов (20 января 1904, Луганск – 4 февраля 1983, Москва) – советский режиссёр, сценарист, педагог. Профессор (1955). Заслуженный деятель искусств Белорусской ССР (1967).

## Биография
Родился 20 января 1904 года в Луганске в семье врачей. По окончании гимназии учился на инженера путей сообщения в Киевском технологическом институте. В 1930 году окончил киноотделение Высших государственных курсов при Ленинградском театральном техникуме. После службы в РККА работал в качестве ассистента, а затем сорежиссёра Льва Кулешова, который в своих мемуарах писал:  

Одним из недостатков Сергея Константиновича мы считаем его излишнюю скромность. Одним из его достоинств мы считаем особенную любовь к материальной культуре; в вопросах быта, костюмов, реквизита он был подлинным художником. Ещё в «Горизонте» Скворцов в этом отношении проявил себя блестяще, а в «Великом утешителе» его работа была просто виртуозной – так он изучил эпоху и быт картины, так подмечал и находил все тонкости, все подробности в определении атмосферы действия, которая по распределению обязанностей попала в сферу его руководства.
С 1937 года – педагог Всесоюзного государственного института кинематографии. Преподавал кинорежиссуру в мастерских Сергея Эйзенштейна и Льва Кулешова, получил учёное звание доцента.
4 июля 1941 года призван в 13-ю дивизию народного ополчения Ростокинского района Москвы. Выйдя из окружения под Вязьмой, в начале ноября 1941 года согласно наряду начальника укомплектования 5-й армии поступил в распоряжение командира 206-го запасного полка. Вскоре после этого был отозван обратно во ВГИК. В своём ходатайстве от 25 ноября 1941 года директор института Юрий Желябужский писал:

Количество квалифицированных кинорежиссёров вообще невелико, а опытные педагоги по этой дисциплине насчитываются буквально единицами. Поэтому перед началом учебного года институт через Всесоюзный комитет по делам высшей школы возбудил ходатайство о возврате т. Скворцова как незаменимого специалиста, до этого забронированного институтом. (...) Возврату т. Скворцова помешало передвижение его части и нахождение её в боях. В настоящее время институт вновь ходатайствует об откомандировании т. Скворцова в его распоряжение как незаменимого специалиста, крайне нужного для работы института.
В 1944 году награждён орденом «Знак Почёта».
С 1955 года – заведующий кафедрой кинорежиссуры, профессор. Киновед Армен Медведев вспоминал:

…режиссёр редкостной судьбы, никогда ничего в кино не снявший, не облечённый никакими высокими званиями, во ВГИКе он был одним из самых непререкаемых авторитетов. И хотя среди вгиковских мастеров были Довженко, Герасимов, Згуриди, Копалин, заведующим кафедрой режиссуры был Сергей Скворцов. При этом он работал в мастерской у Сергея Иосифовича Юткевича в качестве подмастерья. Кстати, никто никогда его подмастерьем не назвал. Это скорее был очень крепкий, сильный тандем.
В 1957—1962 годах работал в мастерской Григория Козинцева. В 1962–1969 годах – художественный руководитель молодёжного творческого объединения киностудии «Беларусьфильм». Художественный руководитель фильмов «Третья ракета» Ричарда Викторова (1963), «Через кладбище» Виктора Турова (1964), «Город мастеров» Владимира Бычкова (1965). В 1967 году ему было присвоено звание заслуженного деятеля искусств Белорусской ССР.
В 1978 году набрав свою первую мастерскую режиссуры, Марлен Хуциев пригласил его «в ранге равноценного мастера»:

…со Скворцовым, который был у моего учителя Савченко ассистентом и часто замещал его, я мог работать, потому что мы были единомышленниками. Мы знали, в чём каждый из нас сильнее, и распределяли задачи.
Умер 4 февраля 1983 года в Москве. Похоронен на Ваганьковском кладбище.